# Cartea junglei 2
Cartea junglei 2 (în engleză The Jungle Book 2) este un film de animație, continuarea filmului Cartea junglei, produs de Walt Disney Pictues și regizat de Steve Trenbirth.
Versiunea de film de film a fost lansat în Franța la 5 februarie 2003. Ea a voci de actori celebri, cum ar fi Haley Joel Osment vocea Mowgli și John Goodman vocea Baloo. Filmul a fost inițial fabricat ca un film de video, dar a fost lansat în teatre în primul rând, așa cum sa întâmplat cu sequel la A doua Cartea Junglei. Aceasta este cea de a treia continuare Disney, care se deschide în teatre pe video înainte de a merge după Salvatorii în Australia pe 1990 și Întoarcerea în țara de Nicăieri în 2002. Filmul este bazat pe The Second Jungle Book la Rudyard Kipling publicate în 1895, deși există mai multe caractere care sunt comune. Disney a lansat versiuni VHS și DVD, la 10 iunie 2003, și o ediție specială DVD în 17 iunie 2008.

## Sinopsis
Mowgli trăiește în sat cu părinții săi adoptivi și fratele noul lor mic, Ranjan, și a făcut prieteni cu fata care i-au adus acolo, Shanti. Când Mowgli este în necaz, vina Shanti, și refuză să vorbesc cu ea. Mowgli, apoi începe să se piarda în junglă. După ce a scăpat de la o explozie de elefanți, Baloo furișează omul în sat pentru a vizita Mowgli, fără cunoștințe de locuitori. Mai mult decât atât, dușmanul Arcul de Mowgli, Shere Khan se întoarce de răzbunare. Între timp, Shanti încearcă să-mi cer scuze pentru Mowgli, dar este unul cu Baloo, si tipete de ajutor. Shere Khan apare în sat, și toată lumea crede că el este de animale pe care le a văzut Shanti. După ce Baloo și Mowgli din evadeze în junglă, Shanti, care crede că sunt furtul prietenul tău, sunt respectate. Kaa vorbește Mowgli și Baloo despre, și încearcă să-l mănânce, dar din fericire nu a reușit.
Mai târziu, Kaa descoperă Shanti și încearcă să-l mănânce. El începe să hipnotiza ea cu privirea lui pătrunzătoare, până la Ranjan vine și o salvează Shanti în timp, o salvezi de transă. Ranjan Kaa a început să bată cu un băț și se termină Kaa înghițit accidental o piatră de mari dimensiuni. Greutatea de piatra este rulată trupul său care se încadrează pe el. În timp ce încă mai bate Kaa Ranjan, Shanti îl prezintă să stați departe de șarpe. Repede, respinge Ranjan Kaa, și face șarpele cade într-o viroagă lângă un copac de nucă de cocos. Mowgli pare să se bucure de pădure la fel ca înainte, Baloo și vorbește despre viața sa în sat și relația sa cu Shanti. Prin urmare, de gardian al fostului Panther Mowgli, Bagheera, Mowgli își dă seama că a scăpat din satul Omul cu Baloo, și să încerce să-l găsiți. Shanti și Ranjan, care sunt în căutarea încă pentru Mowgli, a pierdut în junglă.

## Distribuția
- Gheorghe Visu- Bagheera (voce, versiune română) [5]
- John Goodman - Baloo
- Haley Joel Osment - Mowgli
- John Rhys-Davies - Tată al Ranjan
- Phil Collins - Lucky
- Mae Whitman - Shanti
- Connor Funk - Ranjan
- Bob Joles - Bagheera
- Tony Jay - Shere Khan
- Jim Cummings - Kaa / Coronel Hathi / M.C. Monkey